# ام‌جی‌ای انترتینمنت

عروسک‌های برتس موفق‌ترین محصول ام‌جی‌ای

ام‌جی‌ای انترتینمنت آی‌ان‌سی. (انگلیسی: MGA Entertainment Inc.، مخفف شده Micro-Games America Entertainment;گاهی اوقات به عنوان MGA)، تولیدکننده آمریکایی اسباب بازی و محصولات سرگرمی برای کودکان است.